# 武幸四郎
武 幸四郎（たけ こうしろう、1978年11月3日 - ）は、日本中央競馬会（JRA）栗東所属の元騎手で調教師。
実兄は武豊。義姉（豊の妻）は佐野量子。実父は武邦彦（かつての師匠でもあった）。

## 来歴
初騎乗は1997年3月1日、阪神競馬第1競走でメイショウユリヒメに騎乗し、13頭立ての6着に終わる。3月2日、マイラーズカップでオースミタイクーンに騎乗し、11番人気で快勝。初勝利が重賞、さらにはJRA史上最短記録となるデビュー2日目での重賞勝利という快挙を成し遂げた。同年のJRA賞で最多勝利新人騎手を受賞した。兄・豊も最多勝利新人騎手を受賞しており、JRA史上初の兄弟受賞であった。
3年目の1999年に自己最多の62勝を挙げ、関西リーディング6位につける。その後長い間関西リーディングでは上位につけていた。
2000年には秋華賞を10番人気のティコティコタックで勝ち、GI初勝利を挙げる。
同年度の2000年には、ブロードアピールで、根岸ステークス、シルクロードステークスを制した
2007年ごろを境目に騎乗機会、勝利数ともに下降し始め、2009年には1999年から連続していた連続年重賞勝利もストップ。2011年にはデビュー以来自己最低の年間7勝に終わる。
2013年にメイショウマンボで優駿牝馬を制し、7年ぶりのGI勝利、5年ぶりの重賞勝利を挙げる。この年には同馬で秋華賞とエリザベス女王杯にも勝利した。
2016年12月8日、JRAより2017年度調教師試験に合格したことが発表された。調教師と騎手の兼務はできないJRAの規程に基づき、2017年2月26日の阪神競馬での騎乗が最終騎乗となり、同年2月28日付をもって約20年間の騎手生活を引退した。
同年3月1日付で調教師免許を取得したが、暫くは厩舎は開業せず技術調教師として活動していた。栗東所属ではあるが、厩舎開業までは美浦所属である藤沢和雄調教師のもとで活動していた。なお、親戚（再従兄弟）である武英智も2017年度調教師試験に合格し、武家の親族2人が同時に調教師として再出発することとなった。
2018年3月1日付で厩舎を開業。同年3月3日に阪神競馬第1競走で管理馬のグアンが兄・豊の手綱で勝利。管理馬の初出走が初勝利となった。
2019年にはハッピーアワーがファルコンステークスを優勝し、調教師としての重賞初制覇を達成した。
2021年ファンタジーステークスでは兄・豊の騎乗するウォーターナビレラが勝利し、兄弟タッグでの重賞初勝利となった。
2022年5月8日、新潟第7Rをタイミングハートで勝利し、JRA通算100勝目を達成した。
2023年1月8日、中京11Rシンザン記念を兄・豊の騎乗するライトクオンタムで勝利し、兄弟タッグでの重賞二勝目となった。

## 騎乗成績

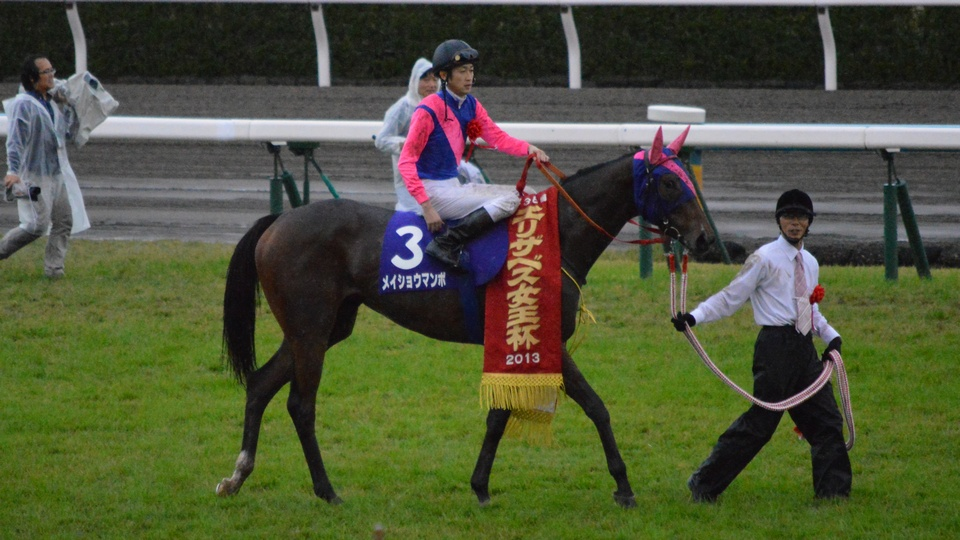
2013年エリザベス女王杯
騎乗馬：メイショウマンボ

| 年度   | 1着 | 2着 | 3着 | 騎乗数 | 勝率 | 連対率 | 複勝率 |
| ------ | --- | --- | --- | ------ | ---- | ------ | ------ |
| 1997年 | 37  | 39  | 36  | 492    | .075 | .154   | .228   |
| 1998年 | 31  | 32  | 48  | 526    | .059 | .120   | .211   |
| 1999年 | 62  | 65  | 66  | 648    | .096 | .198   | .298   |
| 2000年 | 59  | 55  | 50  | 630    | .094 | .181   | .260   |
| 2001年 | 47  | 67  | 52  | 594    | .079 | .192   | .279   |
| 2002年 | 49  | 47  | 35  | 534    | .092 | .180   | .245   |
| 2003年 | 49  | 43  | 44  | 587    | .083 | .157   | .232   |
| 2004年 | 61  | 63  | 63  | 680    | .090 | .182   | .275   |
| 2005年 | 28  | 40  | 37  | 456    | .061 | .149   | .230   |
| 2006年 | 59  | 49  | 42  | 567    | .104 | .190   | .265   |
| 2007年 | 32  | 40  | 34  | 456    | .070 | .158   | .232   |
| 2008年 | 34  | 31  | 36  | 484    | .070 | .134   | .209   |
| 2009年 | 18  | 21  | 17  | 379    | .047 | .103   | .148   |
| 2010年 | 21  | 28  | 23  | 294    | .057 | .134   | .197   |
| 2011年 | 7   | 9   | 8   | 161    | .043 | .099   | .149   |
| 2012年 | 19  | 17  | 10  | 240    | .079 | .150   | .192   |
| 2013年 | 23  | 17  | 17  | 350    | .057 | .098   | .140   |
| 2014年 | 28  | 19  | 24  | 413    | .068 | .114   | .172   |
| 2015年 | 13  | 6   | 12  | 242    | .054 | .079   | .128   |
| 2016年 | 11  | 8   | 6   | 207    | .053 | .092   | .121   |
| 2017年 | 5   | 3   | 1   | 52     | .096 | .154   | .173   |
| 中央   | 693 | 699 | 661 | 9121   | .076 | .153   | .225   |
| 地方   | 23  | 28  | 20  | 188    | .122 | .271   | .378   |

|       |                              | 日付           | 競馬場・開催  | 競走名                   | 馬名               | 頭数 | 人気 | 着順 |
| ----- | ---------------------------- | -------------- | ------------- | ------------------------ | ------------------ | ---- | ---- | ---- |
| 平 地 | 初騎乗                       | 1997年3月1日   | 1回阪神3日1R  | 4歳未勝利                | メイショウユリヒメ | 13頭 | 3    | 6着  |
| 平 地 | 初勝利 重賞初騎乗 重賞初勝利 | 1997年3月2日   | 1回阪神4日11R | マイラーズカップ         | オースミタイクーン | 14頭 | 11   | 1着  |
| 平 地 | GI初騎乗                     | 1997年11月16日 | 5回京都6日11R | マイルチャンピオンシップ | オースミタイクーン | 18頭 | 8    | 10着 |
| 平 地 | GI初勝利                     | 2000年10月15日 | 4回京都4日11R | 秋華賞                   | ティコティコタック | 18頭 | 10   | 1着  |

### 記録
- JRA史上最年少重賞勝利（1997年マイラーズカップ　オースミタイクーン） - 18歳3か月27日
- JRA初勝利が初重賞勝利（同上） - 1997年3月2日
- JRA賞最多勝利新人騎手 - 兄弟受賞はJRA史上初
- 親子2代菊花賞制覇
- 兄弟秋華賞・菊花賞・優駿牝馬・NHKマイルカップ・エリザベス女王杯制覇  - JRA史上初

## 主な騎乗馬
太字はGI級競走
- オースミタイクーン（1997年マイラーズカップ、セントウルステークス）
- エアウイングス（1997年阪神牝馬特別）
- オースミブライト（1999年神戸新聞杯）
- マイシーズン（1999年グランシャリオカップ）
- ブロードアピール（2000年シルクロードステークス、根岸ステークス）
- ジョーディシラオキ（2000年チューリップ賞）
- ティコティコタック（2000年秋華賞）
- メジロダーリング（2001年函館スプリントステークス）
- ローマンエンパイア（2002年京成杯）
- サイドワインダー（2002年京阪杯）
- ウインクリューガー（2003年アーリントンカップ、NHKマイルカップ）
- ロサード（2003年小倉記念）
- アクティブバイオ（2003年アルゼンチン共和国杯）
- コスモヴァレンチ（2004年小倉2歳ステークス）
- エイシンテンダー（2005年チューリップ賞）
- ソングオブウインド（2006年菊花賞）
- アンバージャック（2006年京阪杯）
- アサクサキングス（2007年きさらぎ賞）
- ヒラボクロイヤル（2007年青葉賞）
- メイショウトウコン（2007年東海ステークス、2008年名古屋大賞典）
- エリモハリアー（2007年函館記念）
- ハートオブクィーン（2007年函館2歳ステークス）
- リトルアマポーラ（2008年クイーンカップ）
- メイショウマンボ（2013年優駿牝馬、秋華賞、エリザベス女王杯）
- エーシンビートロン（2014年サマーチャンピオン）
- メイショウコロンボ（2014年兵庫ゴールドトロフィー、2015年名古屋大賞典）
- トウカイミステリー（条件戦を中心に16戦騎乗）

## 調教師成績

### 概要
|            | 日付           | 競馬場・開催  | 競走名               | 馬名             | 頭数 | 人気 | 着順 |
| ---------- | -------------- | ------------- | -------------------- | ---------------- | ---- | ---- | ---- |
| 初出走     | 2018年3月3日   | 1回阪神3日1R  | 3歳未勝利            | グアン           | 12頭 | 1    | 1着  |
| 初勝利     | 2018年3月3日   | 1回阪神3日1R  | 3歳未勝利            | グアン           | 12頭 | 1    | 1着  |
| 重賞初出走 | 2018年6月10日  | 3回阪神4日11R | マーメイドステークス | ティーエスクライ | 15頭 | 15   | 14着 |
| 重賞初勝利 | 2019年3月16日  | 2回中京3日11R | ファルコンステークス | ハッピーアワー   | 15頭 | 4    | 1着  |
| GI初出走   | 2018年12月22日 | 5回中山7日10R | 中山大障害           | ミヤジタイガ     | 13頭 | 2    | 5着  |

### 主な管理馬
※括弧内は当該馬の優勝重賞競走、太字はGI級競走。
- ハッピーアワー （2019年ファルコンステークス）
- ウォーターナビレラ （2021年ファンタジーステークス）
- セキフウ （2021年兵庫ジュニアグランプリ、2023年エルムステークス）
- ライトクオンタム（2023年シンザン記念）[8]
- リラエンブレム（2025年シンザン記念）
- ドーブネ

## エピソード
- 誕生してから9日後 (1978年11月12日) に父・邦彦はインターグシケンで菊花賞3勝目を挙げた。このことから邦彦は「幸四郎じゃなくて『菊三 (きくぞう) 』と命名しようか」と考えたが[9]、妻から「落語家みたいな名前」と却下されたため、現在の名前に落ち着いたという[10]。
- 初勝利がマイラーズカップであったが、同じ日の中山競馬場で兄である武豊がランニングゲイルで弥生賞を勝ち、同日兄弟重賞制覇という形で華を添えた。
- GIを人気薄の馬で勝利することが多かった[11]。また、1番人気の馬でGIを勝利したことはなく、最上位人気はメイショウマンボで制覇した2013年のエリザベス女王杯での2番人気。
- 騎手としては長身の177.0cm (公式) で、その長身を活かしたフォームが特徴であった。しかしそれ故に減量が非常に厳しく、現役時代は体重管理に悩まされた。177cmの男性の標準体重は68kg前後であるが、幸四郎は騎乗のために52kgまで絞って維持しており、騎乗依頼の内容によっては49kg前後まで落とすこともあった。現役当時、ある健康バラエティ番組に出演した際、骨密度を測定した時に「60～70代の骨密度」と医者に診断されてしまい、「すぐに生活改善を」と意見されてしまったこともある。その際に本人は「納得した上で騎手であるために（無茶な減量を）やっていることだから、仕方ない」と答えていた。
- 競馬マスコミ以外でも出演機会が多いため、芸能プロダクション・シンクバンクに所属している（田中勝春も同事務所に所属している）[12]。
- 2011年8月19日早朝、友人数人と京都府京都市東山区内の飲食店で食事をとっていたところ、居合わせた別の客の男とトラブルとなり、顔などを殴られるなどの暴行を受け、左顎を骨折する重傷を負った。京都府警察東山警察署は傷害事件として捜査して犯人を逮捕。この影響で、騎乗予定だった小倉競馬をキャンセルし、12月10日に復帰するまで長期の休養に入った[13]。
- 「メイショウ」の冠号で知られる馬主の松本好雄とは幸四郎が子供の頃から関係がある。松本は幸四郎の騎乗成績が低迷した時期にも所有馬の騎乗を任せていた。2013年のオークス優勝時には表彰式に向かう地下馬道で松本と幸四郎が涙を流している場面が新聞記事で掲載された。
- 兄・豊と同じく人参が苦手。理由も兄と同じで、幼少期から自宅付近の厩舎の馬に人参をあげてから学校に行くのが日課となっており「人参＝馬の食べ物」というイメージが染みついてしまっているからとのこと。

## TV出演

### バラエティ
- ジャンクSPORTS
- とんねるずのみなさんのおかげでした
- 未来創造堂

### CM
- ミニストップ(2008年)
- ダービースタリオン マスターズ(2017年)- 藤田菜七子と共演[14]。